# Rudgea obesiflora
Rudgea obesiflora är en måreväxtart som beskrevs av Paul Carpenter Standley. Rudgea obesiflora ingår i släktet Rudgea och familjen måreväxter. IUCN kategoriserar arten globalt som sårbar.
Artens utbredningsområde är Peru. Inga underarter finns listade i Catalogue of Life.